# Kaminski Nunatak
Kaminski Nunatak är en nunatak i Antarktis. Den ligger i Västantarktis. Argentina, Chile och Storbritannien gör anspråk på området. Toppen på Kaminski Nunatak är 1 629 meter över havet.
Terrängen runt Kaminski Nunatak är platt åt sydväst, men åt nordost är den kuperad. Trakten är obefolkad. Det finns inga samhällen i närheten.